# Ploutos (Aristophane)
Pour les articles homonymes, voir Ploutos (homonymie).
Ploutos (en grec ancien Πλοῦτος / Ploũtos) est une comédie grecque antique d'Aristophane, produite en 388 av. J.-C.

## Contexte
Ploutos est la dernière comédie d'Aristophane que nous ayons conservée. Si l'on en croit certains lexicographes, une première version avait été jouée en 408 av. J.-C., mais elle ne nous est pas parvenue. Représenté alors qu'Athènes est encore sous l'hégémonie de Sparte, le Ploutos est clairement lié au contexte politique. La pièce est présentée lors d'un concours nouvelle formule : cinq poètes comiques concourent désormais au lieu de trois. Nous n'en connaissons pas le gagnant. Mais c'est Ararôs, l'un des fils d'Aristophane, qui interpréta le rôle-titre.
Comme L'Assemblée des femmes (392), Ploutos marque l'évolution d'Aristophane vers la Comédie moyenne : la parabase disparaît et le chœur joue un rôle bien moindre. Les deux pièces partagent également le même thème : Aristophane y aborde le problème de l'inégalité des richesses.

## Idée comique
Il est bien connu que Ploutos, dieu de la richesse, est aveugle : Zeus en a décidé ainsi, pour éviter que Ploutos devienne le bienfaiteur des hommes. Sur le bon conseil de l'oracle de Delphes, un citoyen, Chrémylos, convainc Ploutos d'aller se faire soigner — en l'espèce d'aller dormir dans le sanctuaire d'Asclépios. Une fois guéri, Ploutos peut faire le bonheur des honnêtes gens.

## Résumé
- Prologue : Chrémylos explique à son esclave Carion les raisons de son étrange comportement : s'il suit à la trace ce vieillard aveugle, c'est que l'oracle de Delphes le lui a recommandé. Interrogé, le vieillard révèle son identité : il est Ploutos, dieu de la richesse, rendu aveugle par la jalousie de Zeus. Chrémylos et Carion lui démontrent que c'est lui, Ploutos, qui règne sur le monde ; Ploutos accepte d'aller se faire soigner.
- Parodos : Arrivée du chœur, les voisins de Chrémylos. Après un intermède burlesque, on apprend que Chrémylos est devenu très riche.
- Épisodes et triomphe : Survient Pénia, « la Dèche » (traduction de Victor-Henri Debidour), qui accuse le héros d'ingratitude : n'est-ce pas elle qui fait avancer le monde ? Elle échoue à se faire entendre et repart alors qu'arrivent successivement un sycophante ruiné, un honnête homme devenu riche, une vieille femme rejetée par son gigolo enrichi, Hermès affamé par manque de sacrifices et un prêtre de Zeus prêt à la reconversion. Le tout s'achève par une grande procession vers l'Acropole.

## Éditions
- (fr) Aristophane, Comédies. Tome V: L'Assemblée des Femmes - Ploutos, texte établi par Victor Coulon et traduit par Hilaire Van Daele, Les Belles Lettres (collection CUF), Paris, 1983.
- (en) Aristophanes, Frogs. Assemblywomen. Wealth, édité et traduit par Jeffrey Henderson, Loeb Classical Library, Harvard University Press, Cambridge, 2002.

## Traductions
- Plutus, d'Aristophane, traduit par M. Pierre Brumoy, 1763
- Ploutos, d'Aristophane, traduit par M. Eugène Talbot, 1897 [lire sur Wikisource]
- Plutus, d'Aristophane, traduit par M. André-Charles Brotier, 1899 [lire sur Wikisource]
- Ploutos, d'Aristophane, traduit par Hilaire Van Daele, Les Belles Lettres (CUF), 1983.

Pour l'ensemble des éditions, voir Ploutos (Aristophane) (Wikisource).